# Lista siturilor arheologice din județul Maramureș - G
Lista siturilor arheologice din județul Maramureș - G conține toate siturile arheologice din județul Maramureș înscrise în Repertoriul Arheologic Național (RAN) și aflate în localități al căror nume începe cu litera G. RAN este administrat de Ministerul Culturii și Patrimoniului Național și cuprinde date științifice, cartografice, topografice, imagini și planuri, precum și orice alte informații privitoare la zonele cu potențial arheologic, studiate sau nu, încă existente sau dispărute.
Puteți căuta un sit din localitățile care încep cu litera G folosind formularul de mai jos sau puteți naviga prin toate siturile din județ la Lista siturilor arheologice din județul Maramureș.
| Cod RAN                                   | Denumire | Localitate                                      | Adresă                   | Datare         | Descoperit       | Coordonate | Imagine           | Erori            |
| ----------------------------------------- | --- | ----------------------------------------------- | ------------------------ | -------------- | ---------------- | ---------- | ----------------- | ---------------- |
| 108160.01.01 (Cod LMI: MM-I-s-A-04385)    | Situl arheologic de la Giulești - "La Biserică" / ansamblu Fundațiile Bisericii Cneziale (Categorie: structură de cult/religioasă) (Tip: Biserică) | sat Giulești, comuna Giulești                   | La Biserică              | sec. XIV       |                  |            | Încărcați imagine | Raportați eroare |
| 108160.01.02 (Cod LMI: MM-I-s-A-04385)    | Situl arheologic de la Giulești - "La Biserică" / ansamblu anonim (Categorie: structură de cult/religioasă) (Tip: neprecizat)                      | sat Giulești, comuna Giulești                   | La Biserică              |                |                  |            | Încărcați imagine | Raportați eroare |
| 108160.01.03 (Cod LMI: MM-I-s-A-04385)    | Situl arheologic de la Giulești - "La Biserică" / ansamblu anonim (Categorie: structură de cult/religioasă) (Tip: Necropolă)                       | sat Giulești, comuna Giulești                   | La Biserică              | sec. XIV-XIX   |                  |            | Încărcați imagine | Raportați eroare |
| 109069.01.01 (Cod LMI: MM-I-s-B-04386)    | Așezarea din epoca bronzului de la Groșii Țibleșului - "Ograde" / ansamblu anonim (Categorie: locuire civilă) (Tip: Așezare)                       | sat Groșii Țibleșului, comuna Groșii Țibleșului | Ograde                   | Suciu de Sus   |                  |            | Încărcați imagine | Raportați eroare |
| 109069.02.01 (Cod LMI: MM-I-m-B-04387.02) | Așezarea din epoca bronzului de la Groșii Țibleșului - "Tăușor" / ansamblu anonim (Categorie: locuire civilă) (Tip: Așezare)                       | sat Groșii Țibleșului, comuna Groșii Țibleșului | Tăușor                   | Coțofeni       |                  |            | Încărcați imagine | Raportați eroare |
| 109069.02.02 (Cod LMI: MM-I-m-B-04387.01) | Așezarea din epoca bronzului de la Groșii Țibleșului - "Tăușor" / ansamblu anonim (Categorie: locuire civilă) (Tip: Așezare)                       | sat Groșii Țibleșului, comuna Groșii Țibleșului | Tăușor                   | Lăpuș          |                  |            | Încărcați imagine | Raportați eroare |
| 108160.02.01                              | Așezarea neolitică de la Giulești - Gruiuț / ansamblu anonim (Categorie: locuire) (Tip: Așezare)                                                   | sat Giulești, comuna Giulești                   | Gruiuț                   |                |                  |            | Încărcați imagine | Raportați eroare |
| 108160.03.01                              | Așezarea Suciu de Sus de la Giulești / ansamblu anonim (Categorie: locuire) (Tip: Așezare)                                                         | sat Giulești, comuna Giulești                   |                          | Suciu de Sus   |                  |            | Încărcați imagine | Raportați eroare |
| 108160.04.01                              | Așezarea preistorică de la Giulești - Grădina lui Gheorghe Pop / ansamblu anonim (Categorie: locuire) (Tip: Așezare)                               | sat Giulești, comuna Giulești                   | Grădina lui Gheorghe Pop |                |                  |            | Încărcați imagine | Raportați eroare |
| 108160.05.01                              | Așezarea medievală de la Giulești - Ulița Berceasca / ansamblu anonim (Categorie: locuire) (Tip: Așezare)                                          | sat Giulești, comuna Giulești                   | Ulița Berceasca          | sec. XIV-XV    |                  |            | Încărcați imagine | Raportați eroare |
| 108160.06.01                              | Bordeiul de epocă medievală de la Giulești - Grădina lui Ștefan Feier / ansamblu anonim (Categorie: construcție) (Tip: bordei)                     | sat Giulești, comuna Giulești                   | Grădina lui Ștefan Feier | sec. XV        |                  |            | Încărcați imagine | Raportați eroare |
| 108160.07.01                              | Bordeiele medievale de la Giulești - Ulița Popenilor / ansamblu anonim (Categorie: locuire) (Tip: bordeie)                                         | sat Giulești, comuna Giulești                   | Ulița Popenilor          |                |                  |            | Încărcați imagine | Raportați eroare |
| 106372.01.01                              | Așezarea Suciu de Sus de la Groși - Între Pâraie / ansamblu anonim (Categorie: locuire) (Tip: Așezare)                                             | sat Groși, comuna Groși                         | Între Pâraie             | Suciu de Sus   | D. Pop 2001      |            | Încărcați imagine | Raportați eroare |
| 106372.02.01                              | Biserica din lemn de la Groși - La Mănăstire / ansamblu anonim (Categorie: construcție de cult) (Tip: Așezare)                                     | sat Groși, comuna Groși                         | La Mănăstire             | sec. XVIII-XIX |                  |            | Încărcați imagine | Raportați eroare |
| 109069.03.01                              | Așezarea din epoca bronzului de la Groșii Țibleșului - Valea Obrejei / ansamblu anonim (Categorie: locuire) (Tip: Așezare)                         | sat Groșii Țibleșului, comuna Groșii Țibleșului | Valea Obrejei            |                | Floarea Zesuchii |            | Încărcați imagine | Raportați eroare |
| 109069.04.01                              | Așezarea din epoca bronzului de la Groșii Țibleșului - Vârful Dâmbului / ansamblu anonim (Categorie: locuire) (Tip: Așezare)                       | sat Groșii Țibleșului, comuna Groșii Țibleșului | Vârful Dâmbului          |                |                  |            | Încărcați imagine | Raportați eroare |
| 109069.05.01                              | Movilele de epocă necunoscută de la Groșii Țibleșului - Paltin / ansamblu anonim (Categorie: descoperire funerară) (Tip: movile)                   | sat Groșii Țibleșului, comuna Groșii Țibleșului | Paltin                   |                |                  |            | Încărcați imagine | Raportați eroare |